# Jelena Produnova
Jelena Produnova (ryska: Елена Сергеевна Продунова), född den 15 februari 1980 i Rostov-na-Donu, Ryssland, är en rysk gymnast.
Hon tog OS-silver i lagmångkampen och OS-brons i bom i samband med de olympiska gymnastiktävlingarna 2000 i Sydney.